# سرون‌داران
سُرون‌داران (نام علمی: Pecora) نام یک فروراسته از زیرراسته نشخوارکنندگان است.
سرون در فارسی به معنای شاخ حیوانات است.